# Comodo (muziek)
Comodo of commodo is een Italiaanse muziekterm met betrekking tot de manier waarop een stuk of passage uitgevoerd dient te worden. Men kan de term vertalen als comfortabel. Dit betekent dus dat, als deze aanwijzing wordt gegeven, men zo zal moeten spelen, dat het gemakkelijk is of in ieder geval gemakkelijk klinkt. Deze aanwijzing heeft vooral betrekking op de voordracht van een stuk. Hierbij kan gedacht worden aan een niet te nadrukkelijk spelen van iedere noot en/of een niet te breed en zwaar (grave) speelwijze. Deze term is verwant aan de aanwijzing semplice.
In de uitvoering van de aanwijzingen comodo en facile (gemakkelijk) zit in de praktijk zeer weinig tot geen verschil.